# Remipedia
Lớp Chân chèo (Remipedia) là một lớp động vật giáp xác gồm các loài giáp xác mù lòa có nọc độc và ngoại hình giống rết được phát hiện sống ở các hang động dưới nước thuộc vùng biển Caribbe, quần đảo Canaria và khu vực tây Úc.

## Đặc điểm
Chúng có chiều dài từ 10–40 mm, có tới 42 chân và thân hình trong suốt. Chúng thường di chuyển chậm mặc dù có nhiều chân. Chúng có khả năng hóa lỏng con mồi, thường là các loài giáp xác khác, bằng một hợp chất lỏng tương tự như nọc rắn đuôi chuông. Chất độc của loài giáp xác này là một hợp chất độc gồm enzym và chất làm tê liệt, có thể phá vỡ các mô cơ thể con mồi và từ đó, chúng hút chất lỏng từ bộ xương ngoài của con mồi làm thức ăn. Vì không có mắt, nọc độc giúp chúng thích nghi với môi trường sống trong hang động nghèo dinh dưỡng.

## Các loài

### Godzilliidae
- Godzilliognomus Yager, 1989
  - Godzilliognomus frondosus Yager, 1989
  - Godzillognomus schrami Iliffe et al., 2010
- Godzillius Schram et al., 1986
  - Godzillius robustus Schram et al., 1986
- Pleomothra Yager, 1989
  - Pleomothra apletocheles Yager, 1989
  - Pleomothra fragilis Koenemann et al., 2008

### Micropacteridae
- Micropacter Koenemann et al., 2007
  - Micropacter yagerae Koenemann et al., 2007

### Speleonectidae
- Cryptocorynetes Yager, 1987
  - Cryptocorynetes elmorei Hazerli et al., 2009 [1]
  - Cryptocorynetes haptodiscus Yager, 1987
  - Cryptocorynetes longulus Wollermann et al., 2007
- Kaloketos Koenemann et al., 2004
  - Kaloketos pilosus Koenemann et al., 2004
- Lasionectes Yager & Schram, 1986
  - Lasionectes entrichoma Yager & Schram, 1986
  - Lasionectes exleyi Yager & Humphreys, 1996
- Speleonectes Yager, 1981
  - Speleonectes atlantida Koenemann et al., 2009
  - Speleonectes benjamini Yager, 1987
  - Speleonectes cokei Yager, 2013[2]
  - Speleonectes emersoni Lorentzen et al., 2007
  - Speleonectes epilimnius Yager & Carpenter, 1999
  - Speleonectes fuchscockburni Neighbor et al., 2012[3]
  - Speleonectes gironensis Yager, 1994
  - Speleonectes kakukii Daenekas et al., 2009
  - Speleonectes lucayensis Yager, 1981
  - Speleonectes minnsi Koenemann, Iliffe & van der Ham, 2003
  - Speleonectes ondinae (Garcia-Valdecasas, 1984)
  - Speleonectes parabenjamini Koenemann, Iliffe & van der Ham, 2003
  - Speleonectes tanumekes Koenemann, Iliffe & van der Ham, 2003
  - Speleonectes tulumensis Yager, 1987
  - Speleonectes williamsi Hartke, Koenemann & Yager, 2011[4]